# Ray Stevens (Musiker)

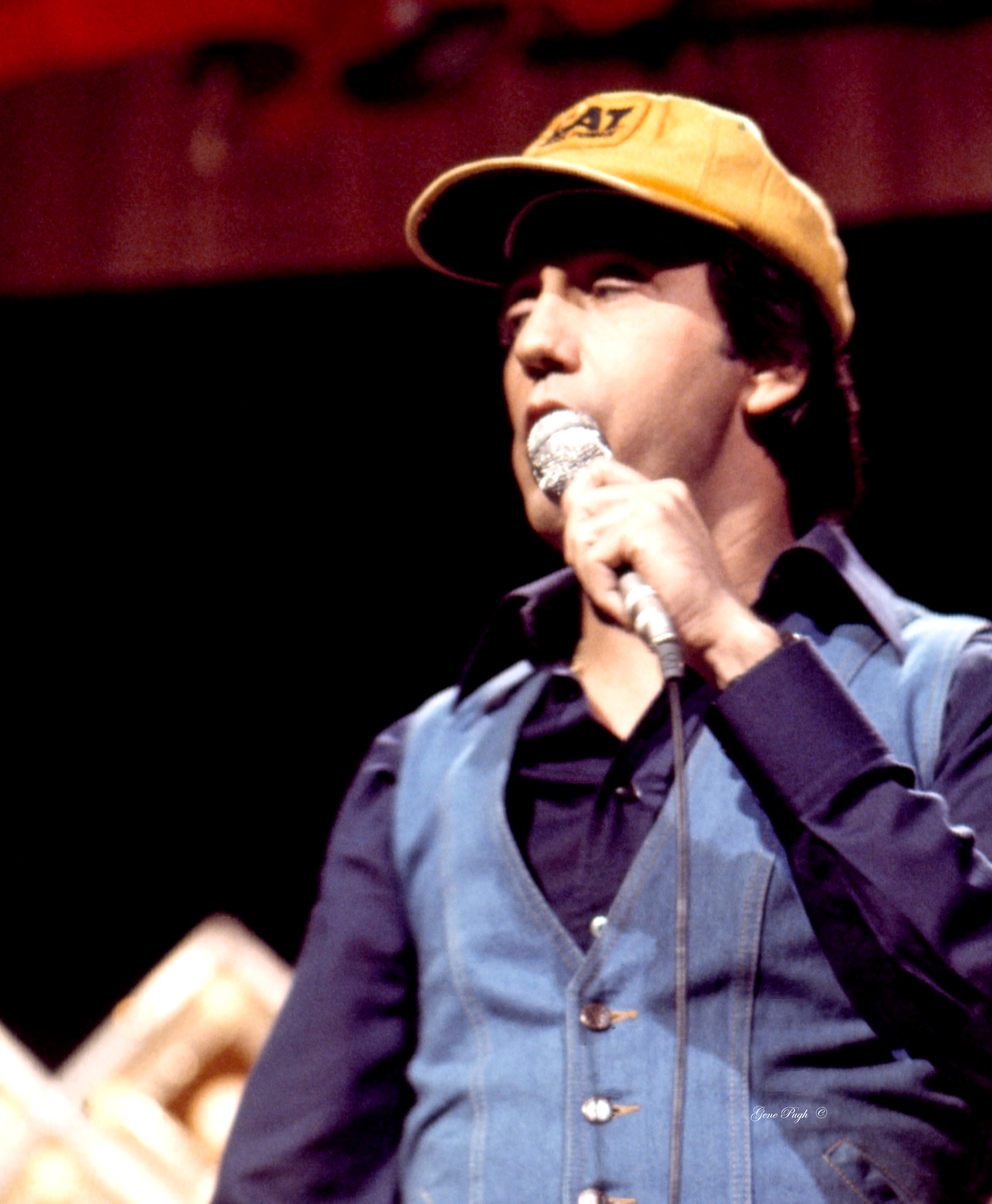
Ray Stevens

Ray Stevens (* 24. Januar 1939 in Clarkdale, Georgia; eigentlich Harold Ray Ragsdale) ist ein US-amerikanischer Sänger, der in den 1960er und 1970ern vorwiegend mit Novelty-Songs große Erfolge auch in Europa feiern konnte.

## Karriere
Stevens’ Karriere begann 1956 als DJ. Den ersten Erfolg als Sänger hatte er 1961. Er fabrizierte das Lied mit dem längsten Namen, der bis dahin in den US-Charts gelistet wurde: Jeremiah Peabody’s Poly-Unsaturated Quick Dissolving Fast Acting Pleasant Tasting Green and Purple Pills („Jeremiah Peabody’s mehrfach ungesättigte, schnell lösliche, schnell wirksame, wohlschmeckende grüne und violette Pillen“). Er erreichte damit Platz 35.
Von da an gelangen ihm zahlreiche Hits, darunter einige Millionenseller. Die Singles Gitarzan, Everything Is Beautiful und The Streak wurden mit Goldenen Schallplatten ausgezeichnet. Der Durchbruch gelang ihm 1962 mit dem Titel Ahab the Arab, der auf Platz 5 der Hitparade gelangte. Weitere Top 20 Hits waren 1963 Harry the Hairy Ape und 1969 Gitarzan. 1970 hatte Stevens mit Everything Is Beautiful seinen ersten Nummer-1-Hit und 1974 mit The Streak seinen zweiten.
Nach seinem Wechsel von Mercury Records zu Monument Records 1966 tauchte er auch immer wieder in den Country-Hitparaden in den USA auf, vornehmlich jedoch mit seinen ab 1970 auf Barnaby Records erschienenen Aufnahmen.
1981 steuerte er dem Soundtrack des Films Auf dem Highway ist die Hölle los (Originaltitel The Cannonball Run) den Titelsong Cannonball bei sowie den Titel For the Hell of It. Für den Nachfolgefilm Auf dem Highway ist wieder die Hölle los (1984) (The Cannonball Run II) wurde der Song Cannonball ebenfalls verwendet.
Im deutschsprachigen Raum wurde er insbesondere durch die Lieder Bridget the Midget (The Queen of the Blues) (1971 Platz 4 in Österreich) und The Streak bekannt, mit dem er 1974 auf die damals in Mode gekommenen Flitzer Bezug nahm. Aus diesem Song hat der NASCAR-Kommentator Darrell Waltrip seine berühmten Worte „Boogity, boogity, boogity!“ zum Start eines Rennens übernommen.

## Diskografie

### Alben
| Jahr | Titel                      | Höchstplatzierung, Gesamtwochen, AuszeichnungChartplatzierungen (Jahr, Titel, Platzierungen, Wochen, Auszeichnungen, Anmerkungen) | Höchstplatzierung, Gesamtwochen, AuszeichnungChartplatzierungen (Jahr, Titel, Platzierungen, Wochen, Auszeichnungen, Anmerkungen) | Höchstplatzierung, Gesamtwochen, AuszeichnungChartplatzierungen (Jahr, Titel, Platzierungen, Wochen, Auszeichnungen, Anmerkungen) | Höchstplatzierung, Gesamtwochen, AuszeichnungChartplatzierungen (Jahr, Titel, Platzierungen, Wochen, Auszeichnungen, Anmerkungen) | Anmerkungen |
| Jahr | Titel                      | DE | AT | UK | US | Anmerkungen |
| ---- | -------------------------- | --- | --- | --- | --- | ----------- |
| 1962 | 1,837 Seconds of Humor     | — | — | — | US135 (2 Wo.)US |             |
| 1969 | Gitarzan                   | — | — | — | US57 (13 Wo.)US |             |
| 1970 | Everything Is Beautiful    | — | — | UK62 (1 Wo.)UK | US35 (19 Wo.)US |             |
| 1971 | Ray Stevens … Unreal!!!    | — | — | — | US141 (8 Wo.)US |             |
| 1972 | Turn Your Radio On         | — | — | — | US175 (9 Wo.)US |             |
| 1974 | Boogity Boogity            | — | — | — | US159 (11 Wo.)US |             |
| 1975 | Misty                      | — | — | UK23 (7 Wo.)UK | US106 (14 Wo.)US |             |
| 1980 | Shriner’s Convention       | — | — | — | US132 (8 Wo.)US |             |
| 1985 | He Thinks He’s Ray Stevens | — | — | — | US118 Platin · (19 Wo.)US |             |

grau schraffiert: keine Chartdaten aus diesem Jahr verfügbar
Weitere Alben
| - 1963: This Is Ray Stevens - 1968: Even Stevens - 1969: Have a Little Talk with Myself - 1971: Rock & Roll Show - 1973: Nashville - 1973: Ray Stevens Featuring Losin’ Streak - 1976: Just for the Record - 1977: Feel the Music - 1977: There Is Something on Your Mind - 1978: Be Your Own Best Friend - 1979: The Feeling’s Not Right Again | - 1981: One More Last Chance - 1981: Oh Lonesome Me - 1982: Don’t Laugh Now - 1985: I Have Returned (US: Gold) - 1986: Surely You Joust - 1987: Crackin’ Up - 1988: I Never Made a Record I Didn’t Like - 1989: Beside Myself - 1990: Lend Me Your Ears - 1997: Christmas Through a Different Window - 2002: Osama-Yo’ Mama – The Album |

### Kompilationen
| Jahr | Titel                        | Höchstplatzierung, Gesamtwochen, AuszeichnungChartplatzierungen (Jahr, Titel, Platzierungen, Wochen, Auszeichnungen, Anmerkungen) | Höchstplatzierung, Gesamtwochen, AuszeichnungChartplatzierungen (Jahr, Titel, Platzierungen, Wochen, Auszeichnungen, Anmerkungen) | Höchstplatzierung, Gesamtwochen, AuszeichnungChartplatzierungen (Jahr, Titel, Platzierungen, Wochen, Auszeichnungen, Anmerkungen) | Höchstplatzierung, Gesamtwochen, AuszeichnungChartplatzierungen (Jahr, Titel, Platzierungen, Wochen, Auszeichnungen, Anmerkungen) | Anmerkungen |
| Jahr | Titel                        | DE | AT | UK | US | Anmerkungen |
| ---- | ---------------------------- | --- | --- | --- | --- | ----------- |
| 1971 | Ray Stevens’ Greatest Hits   | — | — | — | US95 (8 Wo.)US |             |
| 1975 | The Very Best of Ray Stevens | — | — | — | US173 (4 Wo.)US |             |

Weitere Kompilationen
| - 1968: The Best of Ray Stevens - 1970: The Best of Ray Stevens - 1975: Greatest Hits - 1977: The Remarkable Ray Stevens - 1979: The Ray Stevens Greatest Hits Collection (2 LPs) - 1980: The Best of Ray Stevens - 1981: Greatest Hits - 1983: Greatest Hits | - 1983: Ray Stevens - 1987: Ray Stevens Greatest Hits (US: Platin) - 1987: Ray Stevens Greatest Hits Vol. 2 (US: Gold) - 1987: Get the Best Of - 1990: His All-Time Greatest Comic Hits (US: Gold) - 1991: Everything Is Beautiful – His Greatest Hits - 1997: The Best of Ray Stevens - 2004: The Best of Ray Stevens |

### Singles
| Jahr | Titel Album | Höchstplatzierung, Gesamtwochen, AuszeichnungChartplatzierungen (Jahr, Titel, Album, Platzierungen, Wochen, Auszeichnungen, Anmerkungen) | Höchstplatzierung, Gesamtwochen, AuszeichnungChartplatzierungen (Jahr, Titel, Album, Platzierungen, Wochen, Auszeichnungen, Anmerkungen) | Höchstplatzierung, Gesamtwochen, AuszeichnungChartplatzierungen (Jahr, Titel, Album, Platzierungen, Wochen, Auszeichnungen, Anmerkungen) | Höchstplatzierung, Gesamtwochen, AuszeichnungChartplatzierungen (Jahr, Titel, Album, Platzierungen, Wochen, Auszeichnungen, Anmerkungen) | Anmerkungen |
| Jahr | Titel Album | DE | AT | UK | US | Anmerkungen |
| ---- | --- | --- | --- | --- | --- | ----------- |
| 1961 | Jeremiah Peabody’s Poly Unsaturated Quick Dissolving Fast Acting Pleasant Tasting Green and Purple Pills 1,837 Seconds of Humor | — | — | — | US35 (6 Wo.)US |             |
| 1962 | Ahab, the Arab 1,837 Seconds of Humor                                                                                           | — | — | — | US5 (11 Wo.)US |             |
| 1962 | Further More 1,837 Seconds of Humor                                                                                             | — | — | — | US91 (3 Wo.)US |             |
| 1962 | Santa Claus Is Watching You The Best of Ray Stevens                                                                             | — | — | — | US45 (3 Wo.)US |             |
| 1963 | Funny Man This Is Ray Stevens                                                                                                   | — | — | — | US81 (3 Wo.)US |             |
| 1963 | Harry the Hairy Ape This Is Ray Stevens                                                                                         | — | — | — | US17 (9 Wo.)US |             |
| 1963 | Speed Ball This Is Ray Stevens                                                                                                  | — | — | — | US59 (3 Wo.)US |             |
| 1966 | Freddie Feelgood (And His Funky Little Five Piece Band) The Remarkable Ray Stevens                                              | — | — | — | US91 (2 Wo.)US |             |
| 1968 | Unwind Even Stevens | — | — | — | US52 (9 Wo.)US |             |
| 1968 | Mr. Businessman Even Stevens | — | — | — | US28 (7 Wo.)US |             |
| 1969 | Gitarzan | — | — | — | US8 Gold · (13 Wo.)US |             |
| 1969 | Along Came Jones Gitarzan | — | — | — | US27 (8 Wo.)US |             |
| 1969 | Sunday Mornin’ Comin’ Down Have a Little Talk with Myself                                                                       | — | — | — | US81 (3 Wo.)US |             |
| 1970 | Everything Is Beautiful | — | — | UK6 (16 Wo.)UK | US1 Gold · (15 Wo.)US |             |
| 1970 | America, Communicate with Me Unreal!!!                                                                                          | — | — | — | US45 (6 Wo.)US |             |
| 1970 | Sunset Strip Unreal!!! | — | — | — | US81 (4 Wo.)US |             |
| 1970 | Bridget the Midget (The Queen of the Blues) Ray Stevens’ Greatest Hits                                                          | DE33 (4 Wo.)DE | AT4 (8 Wo.)AT | UK2 (14 Wo.)UK | US50 (10 Wo.)US |             |
| 1971 | A Mama and a Papa Turn Your Radio On                                                                                            | — | — | — | US82 (3 Wo.)US |             |
| 1971 | All My Trials Turn Your Radio On                                                                                                | — | — | — | US70 (6 Wo.)US |             |
| 1971 | Turn Your Radio On | — | — | UK33 (4 Wo.)UK | US63 (7 Wo.)US |             |
| 1974 | The Streak Boogity Boogity | DE43 (1 Wo.)DE | — | UK1 Silber · (12 Wo.)UK | US1 Gold · (17 Wo.)US |             |
| 1974 | Moonlight Special Boogity Boogity                                                                                               | — | — | — | US73 (7 Wo.)US |             |
| 1975 | Misty | — | AT11 (4 Wo.)AT | UK2 Silber · (10 Wo.)UK | US14 (16 Wo.)US |             |
| 1975 | Indian Love Call Misty | — | — | UK34 (4 Wo.)UK | US68 (5 Wo.)US |             |
| 1976 | Young Love Misty | — | — | — | US93 (2 Wo.)US |             |
| 1977 | In the Mood Ray Stevens Greatest Hits Vol. 2                                                                                    | — | — | UK31 (4 Wo.)UK | US40 (7 Wo.)US |             |
| 1979 | I Need Your Help Barry Manilow The Feeling’s Not Right Again                                                                    | — | — | — | US49 (8 Wo.)US |             |

grau schraffiert: keine Chartdaten aus diesem Jahr verfügbar
Weitere Singles
| - 1957: Rang Tang Ding Dong (I’m the Japanese Sandman) - 1957: Five More Steps - 1958: Chickie-Chickie Wah Wah - 1958: Love Goes On Forever - 1958: The Clown - 1959: High School Yearbook – A Deck of Cards - 1959: My Heart Cries for You - 1960: Sergeant Preston of the Yukon - 1961: Scratch My Back (I Love It) - 1961: White Christmas - 1964: Butch Babarian - 1964: Bubble Gum the Bubble Dancer - 1965: The Rockin’ Teenage Mummies - 1965: Mr. Baker, the Undertaker - 1965: Party People - 1966: Devil May Care - 1967: Answer Me, My Love - 1968: The Great Escape - 1969: Have a Little Talk with Myself - 1970: I’ll Be Your Baby Tonight - 1972: Love Lifted Me - 1973: Losing Streak - 1973: Nashville - 1973: Love Me Longer - 1974: Everybody Needs a Rainbow - 1976: Lady of Spain | - 1976: You Are so Beautiful - 1976: Honky Tonk Waltz - 1977: Get Crazy with Me - 1977: Feel the Music - 1978: Be Your Own Best Friend - 1979: Get Crazy with Me - 1980: Night Games - 1980: Shriner’s Convention - 1981: One More Last Chance - 1982: Where the Sun Don’t Shine - 1983: Love Will Beat Your Brains Out - 1984: I’m Kissin’ You Goodbye - 1984: Mississippi Squirrel Revival - 1985: The Ballad of the Blue Cyclone - 1985: It’s Me Again, Margaret - 1985: The Haircut Song - 1985: Santa Claus Is Watching You - 1986: People’s Court - 1987: Would Jesus Wear a Rolex? - 1987: Three-Legged Man - 1988: Surfin’ U.S.S.R. - 1988: The Day I Tried to Teach Charlene MacKenzie How to Drive - 1989: I Saw Elvis in A U.F.O. - 1990: Sittin’ Up with the Dead - 1993: The Motel Song |

### Videoalben
- 1992: Comedy Video Classics (US: ×4Vierfachplatin )
- 1994: Ray Stevens Live!
- 2004: Complete Comedy Video Collection
- 2009: Cartoon Carnival, Vol. 1
- 2009: Cartoon Carnival, Vol. 2